# Cavalcante (kommun)
Cavalcante är en kommun i Brasilien.   Den ligger i delstaten Goiás, i den centrala delen av landet, 240 km norr om huvudstaden Brasília. Antalet invånare är 9 394.
Följande samhällen finns i Cavalcante:
- Cavalcante

Omgivningarna runt Cavalcante är huvudsakligen savann. Trakten runt Cavalcante är nära nog obefolkad, med mindre än två invånare per kvadratkilometer.